# Грабина Юрій Володимирович

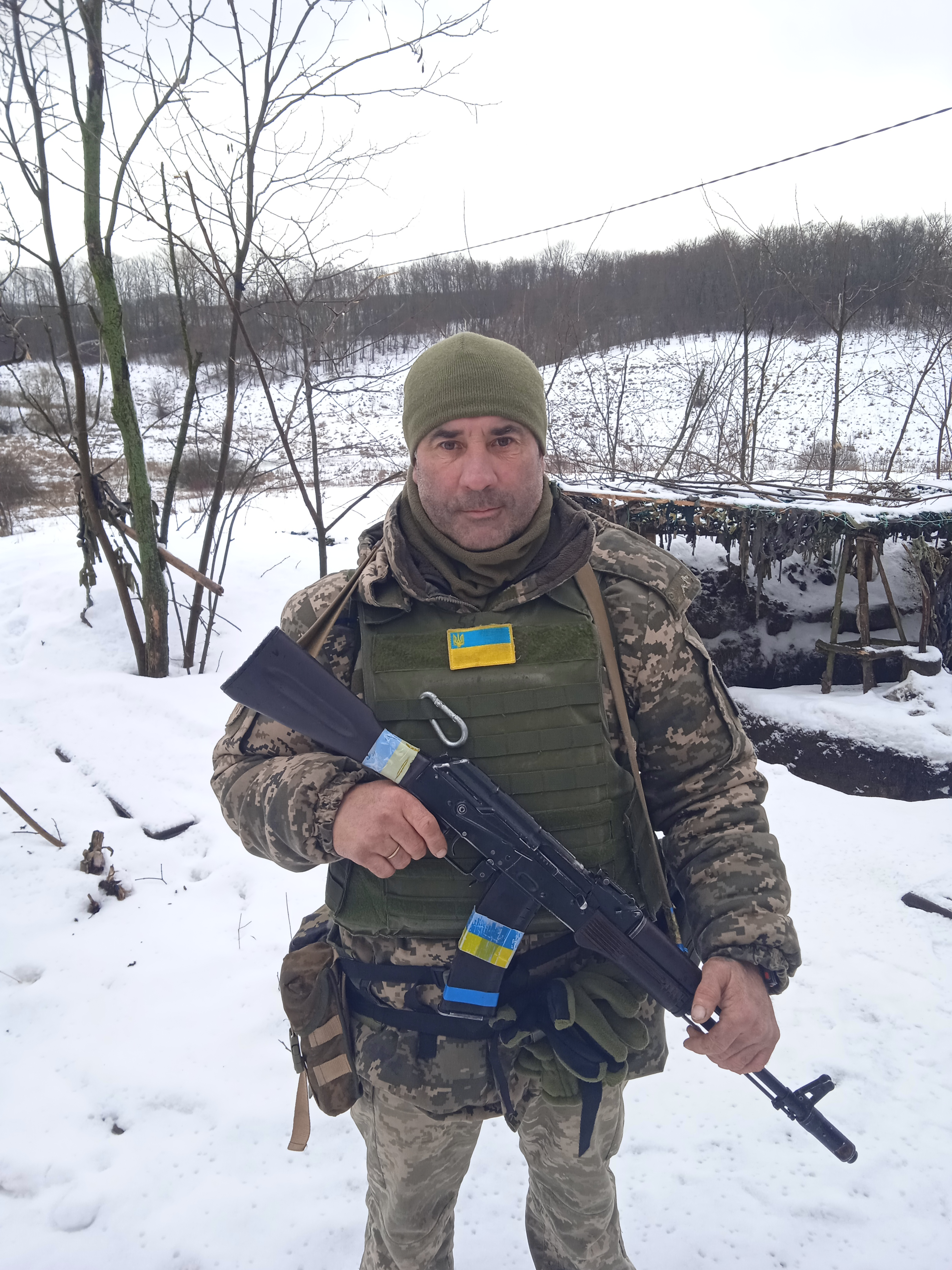
Грабина Юрій Володимирович

Юрій Володимирович Грабина (22 грудня 1974, Україна — 17 лютого 2024, Україна) — військовослужбовець Збройних сил України, учасник російсько-української війни. Воював механіком-водієм механізованого взводу механізованої роти у складі в/ч А7318. Народився 22 грудня 1974 року в с.Липове Талалаївського району, Чернігівської області. 
Початкову школу закінчив у Талалаївці, після чого з мамою переїхав жити у селище Калінінське  (колишня назва селища Суха Грунь, Сумська область, Липоводолинський район). Після переїзду навчався у Московській середній школі І-ІІІ ступенів та Калінінській неповній середній школі І-ІІ ступенів Липоводолинського району Сумської області, після закінчення 9 класу, пішов навчатися до Недригайлівського професійного училища, за спеціальністю електрик. У студентські роки багато часу приділяв навчанню та займався футболом.
У 2015 році Юрій Грабина без вагань пішов виборювати незалежність і територіальну цілісність України у зоні АТО та ООС. 25 лютого 2022 року, після повномасштабного вторгнення росії, добровольцем став на захист України від ворога. 
Героїчно загинув 17 лютого 2024 року в боротьбі за незалежність та свободу України під час ворожого мінометного обстрілу, виконуючи бойове завдання по утриманню позицій від ворожого наступу в населеному пункті Терни Краматорського району Донецької області.
Похований у рідному селі 27 лютого 2024 року.
Залишилися: мати, батько, дружина, син, сестри, родичі та друзі.

## Нагороди
Наказом Міністра оборони України від 20 липня 2024 року №1169 Грабина Юрій Володимирович посмертно вдруге нагороджений відзнакою Міністра оборони України Медаллю "Захиснику України". Нагороду отримала дружина Юрія Олена Василівна ГРАБИНА в День захисників і захисниць України 01.10.2024 року. 
За увесь час служби в рядах ЗСУ Юрій Володимирович до загибелі був відзначений державними нагородами та відзнаками:
- Нагрудний знак «Учасник АТО»
- Відзнака Президента України «За участь в антитерористичній операції»
- Медаль «Захиснику України» (двічі)
- Медаль «Козацька звитяга»
- Нагрудний знак Збройних сил України "ГІДНІСТЬ ТА ЧЕСТЬ"
- Має велику кількість грамот і подяк за відданість Україні